# Новые Дворы (Каснянское сельское поселение)
Новые Дворы — деревня в Вяземском районе Смоленской области России. Входит в состав Каснянского сельского поселения. Население — 10 жителей (2007 год). 
Расположена в восточной части области в 12 км к северу от Вязьмы, в 0,1 км восточнее автодороги Р134 «Старая Смоленская дорога» Смоленск — Дорогобуж — Вязьма — Зубцов, на берегу реки Салик. В 2 км восточнее деревни расположена железнодорожная станция О.п. 232-й км на линии Вязьма — Ржев. 

## История
В годы Великой Отечественной войны деревня была оккупирована гитлеровскими войсками в октябре 1941 года, освобождена в марте 1943 года.